# Shorttrack-Weltcup 2019/20
Der Shorttrack-Weltcup 2019/20 war eine von der Internationalen Eislaufunion (ISU) veranstaltete Wettkampfserie im Shorttrack. Er begann am 1. November 2019 in Salt Lake City und endete am 16. Februar 2020 in Dordrecht.

## Weltcupkalender
| Datum             | Ort            | Veranstaltung                   |
| ----------------- | -------------- | ------------------------------- |
| 01.11.–03.11.2019 | Salt Lake City | Weltcup                         |
| 08.11.–10.11.2019 | Montreal       | Weltcup                         |
| 29.11.–01.12.2019 | Nagoya         | Weltcup                         |
| 06.12.–08.12.2019 | Shanghai       | Weltcup                         |
| 10.01.–12.01.2020 | Montreal       | Vier-Kontinente-Meisterschaften |
| 24.01.–26.01.2020 | Debrecen       | Europameisterschaften           |
| 07.02.–09.02.2020 | Dresden        | Weltcup                         |
| 14.02.–16.02.2020 | Dordrecht      | Weltcup                         |
| 13.03.–15.03.2020 | Seoul          | Weltmeisterschaften             |

## Damen

### Weltcup-Übersicht
| Datum                                                                               | Austragungsort | Disziplin      | Erster Platz                                                                   | Zweiter Platz                                                                               | Dritter Platz                                                                           |
| ----------------------------------------------------------------------------------- | -------------- | -------------- | ------------------------------------------------------------------------------ | ------------------------------------------------------------------------------------------- | --------------------------------------------------------------------------------------- |
| 2. November 2019                                                                    | Salt Lake City | 500 m          | Martina Valcepina                                                              | Yara van Kerkhof                                                                            | Petra Jászapáti                                                                         |
| 2. November 2019                                                                    | Salt Lake City | 1500 m         | Kim Boutin                                                                     | Suzanne Schulting                                                                           | Han Yutong                                                                              |
| 3. November 2019                                                                    | Salt Lake City | 500 m          | Kim Boutin                                                                     | Qu Chunyu                                                                                   | Lara van Ruijven                                                                        |
| 3. November 2019                                                                    | Salt Lake City | 1000 m         | Suzanne Schulting                                                              | Han Yutong                                                                                  | Zhang Chutong                                                                           |
| 3. November 2019                                                                    | Salt Lake City | 3000 m Staffel | Volksrepublik ChinaFan Kexin Han Yutong Qu Chunyu Zhang Yuting                 | SüdkoreaChoi Min-jeong Kim A-lang Kim Ji-yoo Noh Ah-reum                                    | KanadaAlyson Charles Claudia Gagnon Danaé Blais Kim Boutin                              |
| 9. November 2019                                                                    | Montreal       | 1000 m         | Kim Boutin                                                                     | Seo Whi-min                                                                                 | Fan Kexin                                                                               |
| 9. November 2019                                                                    | Montreal       | 1500 m         | Kim Ji-yoo                                                                     | Arianna Fontana                                                                             | Noh Do-hee                                                                              |
| 10. November 2019                                                                   | Montreal       | 500 m          | Kim Boutin                                                                     | Martina Valcepina                                                                           | Natalia Maliszewska                                                                     |
| 10. November 2019                                                                   | Montreal       | 1000 m         | Han Yutong                                                                     | Courtney Lee Sarault                                                                        | Jekaterina Jefremenkowa                                                                 |
| 10. November 2019                                                                   | Montreal       | 3000 m Staffel | Volksrepublik ChinaFan Kexin Qu Chunyu Zang Yize Zhang Yuting                  | RusslandJekaterina Jefremenkowa Jekaterina Konstantinowa Emina Malagitsch Sofja Proswirnowa | KanadaDanaé Blais Kim Boutin Alyson Charles Courtney Lee Sarault                        |
| 30. November 2019                                                                   | Nagoya         | 1000 m         | Noh Ah-reum                                                                    | Suzanne Schulting                                                                           | Kristen Santos                                                                          |
| 30. November 2019                                                                   | Nagoya         | 1500 m         | Kim Ji-yoo                                                                     | Kim Boutin                                                                                  | Arianna Fontana                                                                         |
| 1. Dezember 2019                                                                    | Nagoya         | 500 m          | Kim Boutin                                                                     | Arianna Fontana                                                                             | Kim Ji-yoo                                                                              |
| 1. Dezember 2019                                                                    | Nagoya         | 1500 m         | Suzanne Schulting                                                              | Courtney Lee Sarault                                                                        | Han Yutong                                                                              |
| 1. Dezember 2019                                                                    | Nagoya         | 3000 m Staffel | ItalienArianna Fontana Cynthia Mascitto Martina Valcepina Nicole Botter Gomez  | KanadaAlyson Charles Courtney Lee Sarault Danaé Blais Kim Boutin                            | RusslandJekaterina Konstantinowa Emina Malagitsch Jewgenija Sacharowa Sofja Proswirnowa |
| 7. Dezember 2019                                                                    | Shanghai       | 500 m          | Kim Boutin                                                                     | Suzanne Schulting                                                                           | Martina Valcepina                                                                       |
| 7. Dezember 2019                                                                    | Shanghai       | 1500 m         | Kim A-lang                                                                     | Choi Min-jeong                                                                              | Courtney Lee Sarault                                                                    |
| 8. Dezember 2019                                                                    | Shanghai       | 500 m          | Fan Kexin                                                                      | Yara van Kerkhof                                                                            | Qu Chunyu                                                                               |
| 8. Dezember 2019                                                                    | Shanghai       | 1000 m         | Suzanne Schulting                                                              | Seo Whi-min                                                                                 | Kim Boutin                                                                              |
| 8. Dezember 2019                                                                    | Shanghai       | 3000 m Staffel | KanadaAlyson Charles Courtney Lee Sarault Danaé Blais Kim Boutin               | NiederlandeLara van Ruijven Rianne de Vries Suzanne Schulting Yara van Kerkhof              | Vereinigte StaatenCorinne Stoddard Julie Letai Kristen Santos Maame Biney               |
| 10. bis 12. Januar 2020 Shorttrack-Vier-Kontinente-Meisterschaften 2020 in Montreal |                |                |                                                                                |                                                                                             |                                                                                         |
| 24. bis 26. Januar 2020 Shorttrack-Europameisterschaften 2020 in Debrecen           |                |                |                                                                                |                                                                                             |                                                                                         |
| 8. Februar 2020                                                                     | Dresden        | 1000 m         | Kim Ji-yoo                                                                     | Courtney Lee Sarault                                                                        | Suzanne Schulting                                                                       |
| 8. Februar 2020                                                                     | Dresden        | 1500 m         | Choi Min-jeong                                                                 | Noh Ah-reum                                                                                 | Han Yutong                                                                              |
| 9. Februar 2020                                                                     | Dresden        | 500 m          | Kim Boutin                                                                     | Qu Chunyu                                                                                   | Lara van Ruijven                                                                        |
| 9. Februar 2020                                                                     | Dresden        | 1500 m         | Suzanne Schulting                                                              | Sofja Proswirnowa                                                                           | Tifany Huot-Marchand                                                                    |
| 9. Februar 2020                                                                     | Dresden        | 3000 m Staffel | NiederlandeSuzanne Schulting Lara van Ruijven Rianne de Vries Yara van Kerkhof | Volksrepublik ChinaFan Kexin Qu Chunyu Han Yutong Zhang Yuting                              | JapanSumire Kikuchi Yuki Kikuchi Moemi Kikuchi Shione Kaminaga                          |
| 15. Februar 2020                                                                    | Dordrecht      | 1000 m         | Lee Yu-bin                                                                     | Zhang Chutong                                                                               | Natalia Maliszewska                                                                     |
| 15. Februar 2020                                                                    | Dordrecht      | 1500 m         | Suzanne Schulting                                                              | Kim Ji-yoo                                                                                  | Noh Ah-reum                                                                             |
| 16. Februar 2020                                                                    | Dordrecht      | 500 m          | Lara van Ruijven                                                               | Yara van Kerkhof                                                                            | Kamila Stormowska                                                                       |
| 16. Februar 2020                                                                    | Dordrecht      | 1000 m         | Kim Ji-yoo                                                                     | Han Yutong                                                                                  | Sofja Proswirnowa                                                                       |
| 16. Februar 2020                                                                    | Dordrecht      | 3000 m Staffel | NiederlandeRianne de Vries Suzanne Schulting Yara van Kerkhof Lara van Ruijven | KanadaDanaé Blais Alyson Charles Claudia Gagnon Courtney Lee Sarault                        | SüdkoreaKim Ji-yoo Lee Yu-bin Noh Ah-reum Seo Whi-min                                   |
| 13. bis 15. März 2020 Shorttrack-Weltmeisterschaften 2020 in Seoul                  |                |                |                                                                                |                                                                                             |                                                                                         |

### Weltcupstände
Endstand
| Rang | Name                | Punkte |
| ---- | ------------------- | ------ |
| 1    | Kim Boutin          | 50000  |
| 2    | Martina Valcepina   | 38736  |
| 3    | Yara van Kerkhof    | 34289  |
| 4    | Qu Chunyu           | 34074  |
| 5    | Lara van Ruijven    | 29248  |
| 6    | Natalia Maliszewska | 26174  |
| 7    | Fan Kexin           | 24694  |
| 8    | Petra Jászapáti     | 14583  |
| 9    | Arianna Fontana     | 12276  |
| 10   | Kim Ji-yoo          | 11129  |

| Rang | Name                 | Punkte |
| ---- | -------------------- | ------ |
| 1    | Suzanne Schulting    | 39355  |
| 2    | Han Yutong           | 31120  |
| 3    | Seo Whi-min          | 24447  |
| 4    | Kim Ji-yoo           | 23277  |
| 5    | Sofja Proswirnowa    | 21271  |
| 6    | Zhang Chutong        | 20510  |
| 7    | Courtney Lee Sarault | 19963  |
| 8    | Zhang Yuting         | 18740  |
| 9    | Kim Boutin           | 16400  |
| 10   | Lee Yu-bin           | 15120  |

| Rang | Name                 | Punkte |
| ---- | -------------------- | ------ |
| 1    | Suzanne Schulting    | 38000  |
| 2    | Kim Ji-yoo           | 30621  |
| 3    | Han Yutong           | 29031  |
| 4    | Choi Min-jeong       | 22744  |
| 5    | Kim Boutin           | 20621  |
| 6    | Courtney Lee Sarault | 19406  |
| 7    | Kim A-lang           | 18093  |
| 8    | Arianna Fontana      | 17677  |
| 9    | Danaé Blais          | 16581  |
| 10   | Hanne Desmet         | 15502  |

| Rang | Team                | Punkte |
| ---- | ------------------- | ------ |
| 1    | Niederlande         | 33120  |
| 2    | Kanada              | 32400  |
| 3    | Volksrepublik China | 31277  |
| 4    | Südkorea            | 24640  |
| 5    | Russland            | 23616  |
| 6    | Italien             | 19838  |
| 7    | Vereinigte Staaten  | 15870  |
| 8    | Japan               | 15738  |
| 9    | Frankreich          | 9968   |
| 10   | Polen               | 8074   |

## Herren

### Weltcup-Übersicht
| Datum                                                                               | Austragungsort | Disziplin      | Erster Platz                                                         | Zweiter Platz                                                           | Dritter Platz                                                                   |
| ----------------------------------------------------------------------------------- | -------------- | -------------- | -------------------------------------------------------------------- | ----------------------------------------------------------------------- | ------------------------------------------------------------------------------- |
| 2. November 2019                                                                    | Salt Lake City | 500 m          | Hwang Dae-heon                                                       | Wiktor Ahn                                                              | Shaoang Liu                                                                     |
| 2. November 2019                                                                    | Salt Lake City | 1500 m         | Semjon Jelistratow                                                   | Kim Dong-wook                                                           | Alexander Schulginow                                                            |
| 3. November 2019                                                                    | Salt Lake City | 500 m          | Wu Dajing                                                            | Shaolin Sándor Liu                                                      | Absal Äschghalijew                                                              |
| 3. November 2019                                                                    | Salt Lake City | 1000 m         | Hwang Dae-heon                                                       | Wiktor Ahn                                                              | Park Ji-won                                                                     |
| 3. November 2019                                                                    | Salt Lake City | 5000 m Staffel | RusslandDaniil Ejbog Pawel Sitnikow Semjon Jelistratow Wiktor Ahn    | SüdkoreaHwang Dae-heon Kim Dong-wook Park In-wook Park Ji-won           | KanadaCharles Hamelin Maxime Laoun Pascal Dion Steven Dubois                    |
| 9. November 2019                                                                    | Montreal       | 1000 m         | Hwang Dae-heon                                                       | Steven Dubois                                                           | Han Tianyu                                                                      |
| 9. November 2019                                                                    | Montreal       | 1500 m         | Park Ji-won                                                          | An Kai                                                                  | Lee June-seo                                                                    |
| 10. November 2019                                                                   | Montreal       | 500 m          | Shaolin Sándor Liu                                                   | Hwang Dae-heon                                                          | Pawel Sitnikow                                                                  |
| 10. November 2019                                                                   | Montreal       | 1000 m         | Semjon Jelistratow                                                   | Park In-wook                                                            | Park Ji-won                                                                     |
| 10. November 2019                                                                   | Montreal       | 5000 m Staffel | UngarnCsaba Burján Cole Krueger Shaoang Liu Shaolin Sándor Liu       | SüdkoreaHwang Dae-heon Kim Dong-wook Lee June-seo Park In-wook          | RusslandDenis Airapetjan Semjon Jelistratow Alexander Schulginow Pawel Sitnikow |
| 30. November 2019                                                                   | Nagoya         | 1000 m         | Park Ji-won                                                          | Shaoang Liu                                                             | Semjon Jelistratow                                                              |
| 30. November 2019                                                                   | Nagoya         | 1500 m         | Kim Dong-wook                                                        | Park In-wook                                                            | Keita Watanabe                                                                  |
| 1. Dezember 2019                                                                    | Nagoya         | 500 m          | Shaoang Liu                                                          | Pawel Sitnikow                                                          | Park In-wook                                                                    |
| 1. Dezember 2019                                                                    | Nagoya         | 1500 m         | Park Ji-won                                                          | Lee June-seo                                                            | Ibuki Hayashi                                                                   |
| 1. Dezember 2019                                                                    | Nagoya         | 5000 m Staffel | Volksrepublik ChinaAn Kai Han Tianyu Ren Ziwei Wu Dajing             | SüdkoreaKim Dong-wook Lee June-seo Park In-wook Park Ji-won             | RusslandDaniil Ejbog Denis Airapetjan Pawel Sitnikow Semjon Jelistratow         |
| 7. Dezember 2019                                                                    | Shanghai       | 500 m          | Shaolin Sándor Liu                                                   | Wu Dajing                                                               | Shaoang Liu                                                                     |
| 7. Dezember 2019                                                                    | Shanghai       | 1500 m         | Lee June-seo                                                         | Han Tianyu                                                              | An Kai                                                                          |
| 8. Dezember 2019                                                                    | Shanghai       | 500 m          | Shaolin Sándor Liu                                                   | Lee June-seo                                                            | Steven Dubois                                                                   |
| 8. Dezember 2019                                                                    | Shanghai       | 1000 m         | Han Tianyu                                                           | Shaoang Liu                                                             | Park Ji-won                                                                     |
| 8. Dezember 2019                                                                    | Shanghai       | 5000 m Staffel | RusslandDaniil Ejbog Pawel Sitnikow Semjon Jelistratow Wiktor Ahn    | UngarnBence Oláh Cole Krueger Shaoang Liu Shaolin Sándor Liu            | SüdkoreaKim Dag-yeom Lee June-seo Park In-wook Park Ji-won                      |
| 10. bis 12. Januar 2020 Shorttrack-Vier-Kontinente-Meisterschaften 2020 in Montreal |                |                |                                                                      |                                                                         |                                                                                 |
| 24. bis 26. Januar 2020 Shorttrack-Europameisterschaften 2020 in Debrecen           |                |                |                                                                      |                                                                         |                                                                                 |
| 8. Februar 2020                                                                     | Dresden        | 1000 m         | Park Ji-won                                                          | Shaolin Sándor Liu                                                      | Kazuki Yoshinaga                                                                |
| 8. Februar 2020                                                                     | Dresden        | 1500 m         | Ren Ziwei                                                            | Sven Roes                                                               | Kim Dag-yeom                                                                    |
| 9. Februar 2020                                                                     | Dresden        | 500 m          | Steven Dubois                                                        | Shaolin Sándor Liu                                                      | Melle van ’t Wout                                                               |
| 9. Februar 2020                                                                     | Dresden        | 1500 m         | Park Ji-won                                                          | Semjon Jelistratow                                                      | John-Henry Krueger                                                              |
| 9. Februar 2020                                                                     | Dresden        | 5000 m Staffel | SüdkoreaHwang Dae-heon Lee June-seo Park Ji-won Park In-wook         | RusslandSemjon Jelistratow Pawel Sitnikow Denis Airapetjan Daniil Ejbog | NiederlandeItzhak de Laat Daan Breeuwsma Melle van ’t Wout Sven Roes            |
| 15. Februar 2020                                                                    | Dordrecht      | 1000 m         | Kim Dag-yeom                                                         | Cédrik Blais                                                            | Itzhak de Laat                                                                  |
| 15. Februar 2020                                                                    | Dordrecht      | 1500 m         | Park Ji-won                                                          | Lee June-seo                                                            | Ren Ziwei                                                                       |
| 16. Februar 2020                                                                    | Dordrecht      | 500 m          | Lee June-seo                                                         | Stijn Desmet                                                            | Absal Äschghalijew                                                              |
| 16. Februar 2020                                                                    | Dordrecht      | 1000 m         | Park Ji-won                                                          | Kim Dong-wook                                                           | Steven Dubois                                                                   |
| 16. Februar 2020                                                                    | Dordrecht      | 5000 m Staffel | KanadaPascal Dion Steven Dubois Charles Hamelin Jordan Pierre-Gilles | NiederlandeDaan Breeuwsma Itzhak de Laat Sjinkie Knegt Sven Roes        | Volksrepublik ChinaAn Kai Han Tianyu Ren Ziwei Wu Dajing                        |
| 13. bis 15. März 2020 Shorttrack-Weltmeisterschaften 2020 in Seoul                  |                |                |                                                                      |                                                                         |                                                                                 |

### Weltcupstände
Endstand
| Rang | Name               | Punkte |
| ---- | ------------------ | ------ |
| 1    | Sándor Liu Shaolin | 50096  |
| 2    | Wu Dajing          | 32171  |
| 3    | Absal Äschghalijew | 24664  |
| 4    | Lee June-seo       | 23774  |
| 5    | Pawel Sitnikow     | 23319  |
| 6    | Shaoang Liu        | 23025  |
| 7    | Hwang Dae-heon     | 22240  |
| 8    | Park In-wook       | 19211  |
| 9    | Steven Dubois      | 18359  |
| 10   | Itzhak de Laat     | 15071  |

| Rang | Name               | Punkte |
| ---- | ------------------ | ------ |
| 1    | Park Ji-won        | 49200  |
| 2    | Han Tianyu         | 29752  |
| 3    | Semjon Jelistratow | 25451  |
| 4    | Hwang Dae-heon     | 21522  |
| 5    | Steven Dubois      | 19612  |
| 6    | Shaoang Liu        | 19558  |
| 7    | Kim Dong-wook      | 17091  |
| 8    | Park In-wook       | 12170  |
| 9    | Daan Breeuwsma     | 12048  |
| 10   | An Kai             | 11877  |

| Rang | Name               | Punkte |
| ---- | ------------------ | ------ |
| 1    | Park Ji-won        | 42621  |
| 2    | Lee June-seo       | 37642  |
| 3    | An Kai             | 27580  |
| 4    | Kim Dong-wook      | 27216  |
| 5    | Semjon Jelistratow | 24815  |
| 6    | Ren Ziwei          | 16400  |
| 7    | Park In-wook       | 15741  |
| 8    | Keita Watanabe     | 14896  |
| 9    | Denis Airapetjan   | 12311  |
| 10   | Steven Dubois      | 12189  |

| Rang | Team                | Punkte |
| ---- | ------------------- | ------ |
| 1    | Russland            | 34400  |
| 2    | Südkorea            | 34000  |
| 3    | Volksrepublik China | 26640  |
| 4    | Ungarn              | 25373  |
| 5    | Niederlande         | 24640  |
| 6    | Kanada              | 20175  |
| 7    | Japan               | 14746  |
| 8    | Italien             | 10492  |
| 9    | Kasachstan          | 10154  |
| 10   | Frankreich          | 8058   |

## Mixed

### Weltcup-Übersicht
| Datum             | Austragungsort | Disziplin      | Erster Platz                                                                  | Zweiter Platz                                                                       | Dritter Platz                                                                  |
| ----------------- | -------------- | -------------- | ----------------------------------------------------------------------------- | ----------------------------------------------------------------------------------- | ------------------------------------------------------------------------------ |
| 2. November 2019  | Salt Lake City | 2000 m Staffel | RusslandDaniil Ejbog Jekaterina Jefremenkowa Sofja Proswirnowa Wiktor Ahn     | Volksrepublik ChinaFan Kexin Han Tianyu Qu Chunyu Wu Dajing                         | SüdkoreaKim A-lang Kim Dag-yeom Park Ji-won Seo Whi-min                        |
| 9. November 2019  | Montreal       | 2000 m Staffel | Volksrepublik ChinaHan Tianyu Qu Chunyu Ren Ziwei Zhang Yuting                | RusslandDenis Airapetjan Jekaterina Jefremenkowa Pawel Sitnikow Jewgenija Sacharowa | SüdkoreaLee June-seo Noh Do-hee Park Ji-won Seo Whi-min                        |
| 30. November 2019 | Nagoya         | 2000 m Staffel | SüdkoreaChoi Min-jeong Kim A-lang Kim Dong-wook Park In-wook                  | RusslandDaniil Ejbog Jekaterina Jefremenkowa Jewgenija Sacharowa Pawel Sitnikow     | NiederlandeDaan Breeuwsma Itzhak de Laat Lara van Ruijven Suzanne Schulting    |
| 7. Dezember 2019  | Shanghai       | 2000 m Staffel | NiederlandeDaan Breeuwsma Itzhak de Laat Lara van Ruijven Suzanne Schulting   | RusslandEmina Malagitsch Semjon Jelistratow Sofja Proswirnowa Wiktor Ahn            | KanadaAlyson Charles Kim Boutin Pascal Dion Steven Dubois                      |
| 8. Februar 2020   | Dresden        | 2000 m Staffel | UngarnSára Luca Bácskai Petra Jászapáti John-Henry Krueger Shaolin Sándor Liu | RusslandJekaterina Jefremenkowa Semjon Jelistratow Emina Malagitsch Pawel Sitnikow  | FrankreichQuentin Fercoq Tifany Huot-Marchand Dmitri Migunow Aurélie Monvoisin |
| 15. Februar 2020  | Dordrecht      | 2000 m Staffel | Volksrepublik ChinaFan Kexin Han Tianyu Wu Dajing Zhang Yuting                | SüdkoreaLee June-seo Noh Ah-rum Park In-wook Seo Whi-min                            | JapanKota Kikuchi Sumire Kikuchi Yuki Kikuchi Kazuki Yoshinaga                 |